# Bunker Wünsdorf Zeppelin

Lagedarstellung des Bunkers Zeppelin und der Siedlung Maybach I

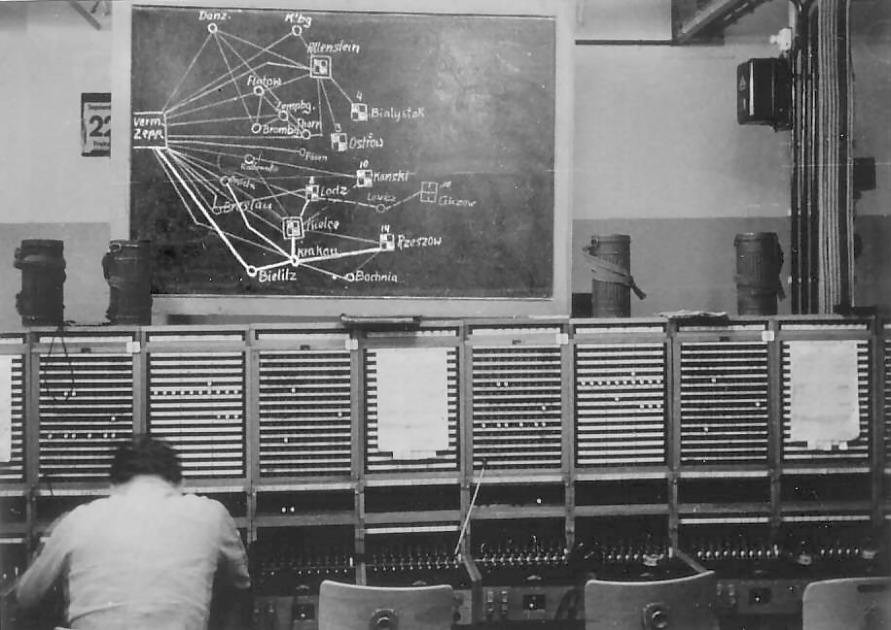
Fernsprechvermittlung Zeppelin während des Überfalls auf Polen, 25. August 1939

Der Bunker Wünsdorf Zeppelin war ein von der Deutschen Reichspost im Auftrage des Oberkommandos des Heeres der Wehrmacht Ende der 1930er Jahre errichteter Bunker in der Nähe des brandenburgischen Ortes Wünsdorf. Nach dem Zweiten Weltkrieg wurde er von der Gruppe der Sowjetischen Streitkräfte in Deutschland (GSSD) genutzt.

## Bau
Der Bunker wurde zwischen 1937 und 1939 im Bereich des sogenannten Stammlagers Zossen als Nachrichtenzentrale Zeppelin bzw. als Amt 500 (postalische Tarnbezeichnung) in Wünsdorf errichtet. Das Bauwerk bestand aus einem zweistöckigen Längsbau 117 × 22 m und einem 57 × 40 m dreistöckigen Anbau. Für den Zugang waren ursprünglich ein Nord- und ein Weststollen (jeder etwa 150 m) mit je einem Endbauwerk vorgesehen. Nach mehreren Projektänderungen kam 1938 ein dritter Zugang, das sogenannte – mit leichten Lastkraftwagen befahrbare – Reichspostgebäude unmittelbar über dem Anbau mit einem Treppenhaus und einem Lastenaufzug hinzu. Über einen dritten, den sogenannten Südstollen war der Bunker mit der Bunkeranlage Maybach I, dem als Landhaussiedlung mit 12 Bunkerhäusern getarnten Stabsquartier des Oberkommandos des Heeres verbunden.

## Nutzung bis 1945

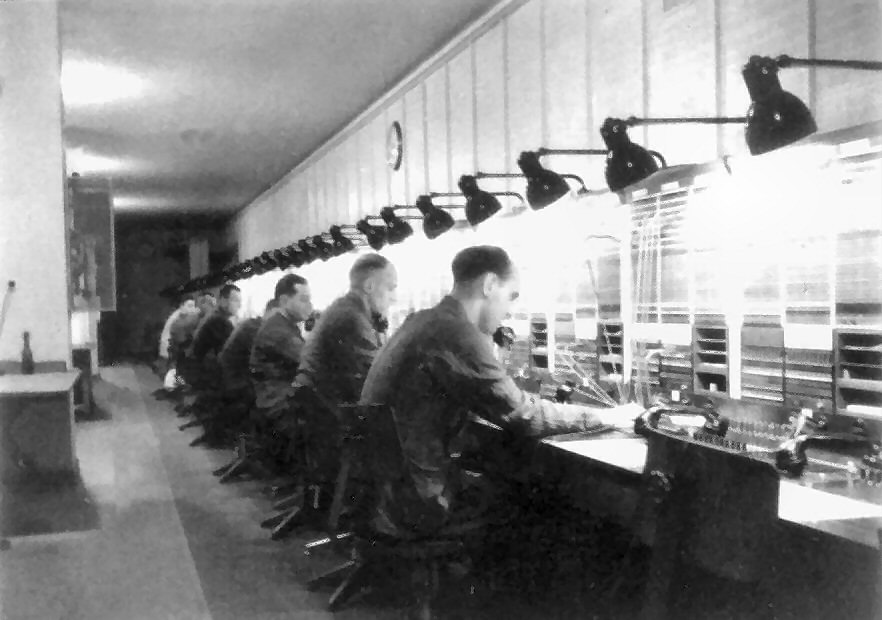
Fernsprechvermittlung Zeppelin, 1942

Im Mai 1939 begann in der Nachrichtenzentrale Zeppelin der Probebetrieb, der am 25. August beim Eintreffen des von Berlin nach Zossen verlegten Oberkommandos des Heeres in die heiße Phase überging. Bis dahin waren alle für den Überfall auf Polen vorbereiteten Fernmeldeverbindungen auf die Zentrale aufgeschaltet worden. Von da an bürgerte sich die ursprünglich nur für den Nachrichtenbunker gedachte Tarnbezeichnung Zeppelin für den Gesamtkomplex der Führungsstelle ein. Unabhängig davon, dass das Hauptquartier den Westfeldzug kurzzeitig vom Führerhauptquartier Felsennest aus führte und den deutsch-sowjetischen Krieg ab Juni 1941 mehr als drei Jahre lang vom OKH Mauerwald aus führte, blieb Zeppelin während der Gesamtdauer des Zweiten Weltkrieges der wichtigste, größte und damals modernste Fernmeldeknoten im Verbindungssystem der Wehrmacht. Die schnelle Besetzung von Zossen-Wünsdorf im April 1945 führte dazu, dass der Fernmeldebunker und seine Fernmeldeanlagen weitestgehend unzerstört in die Hände der Roten Armee fielen.

## Nutzung nach 1945

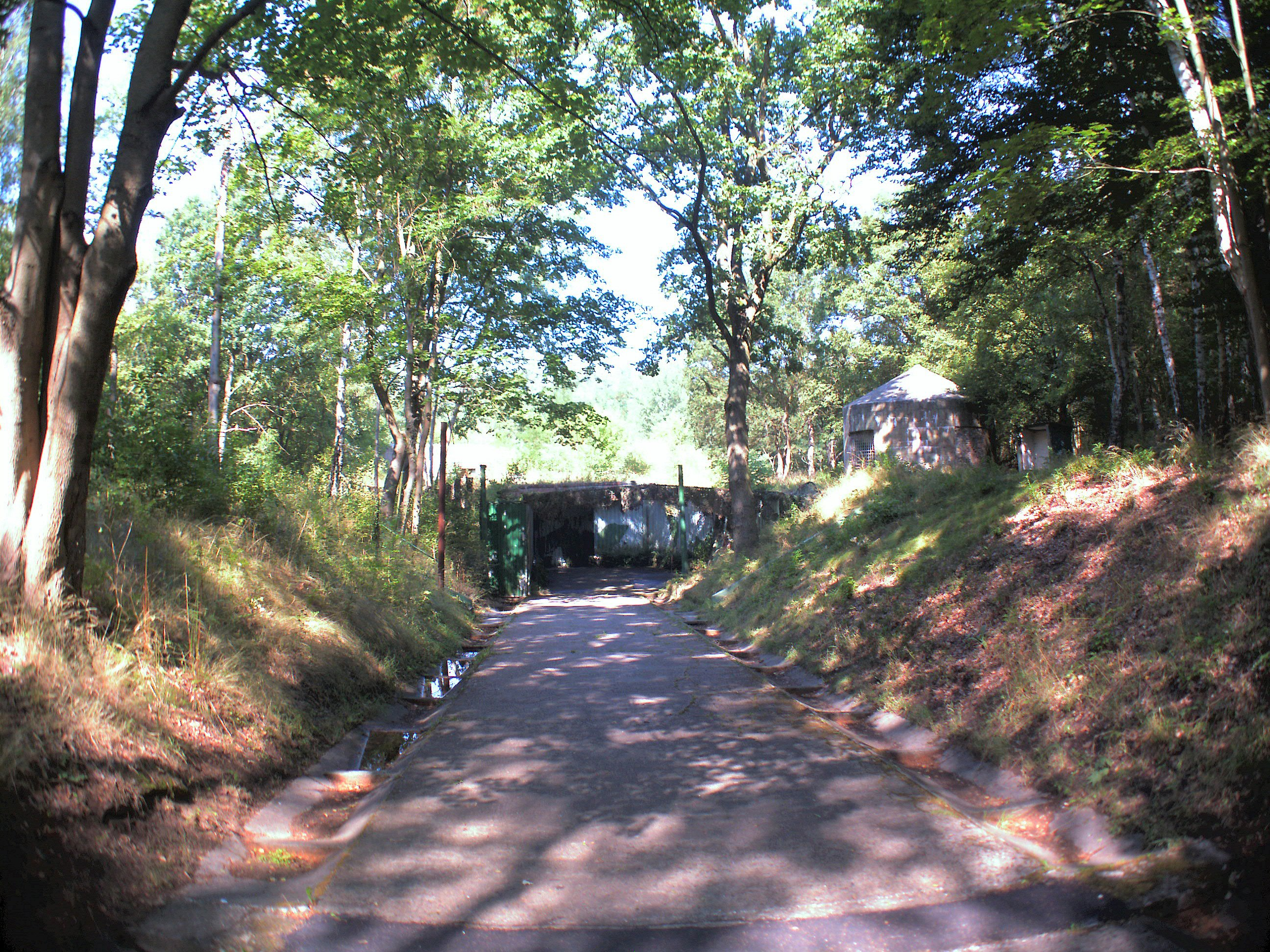
Eingang des Nachrichtenbunkers „RANET“

Während 1946 die Stabsbunker des Oberkommandos des Heeres Maybach I und Maybach II nach vorheriger Demontage gesprengt wurden, blieb die verbunkerte ehemalige Nachrichtenzentrale Zeppelin davon weitgehend verschont. Nach dem Ausbau ihrer Anlagen und Einrichtungen überließ man das Bauwerk seinem Schicksal, was die Flutung seiner unteren Teile durch Grundwasser zur Folge hatte. 
Mit der Auflösung der Sowjetischen Kontrollkommission im Juni 1953 wurde der Aufgabenbereich des 1946 von Potsdam nach Wünsdorf verlegten Oberkommandos der Sowjetischen Besatzungstruppen – nunmehr als Oberkommando der Gruppe der Sowjetischen Streitkräfte in Deutschland (GSSD) – erheblich ausgeweitet. Zossen-Wünsdorf wurde Sperrbereich und entwickelte sich als Sitz des Oberkommandos zur größten Garnison der sowjetischen Truppen in der DDR. Ende der 1950er Jahre begannen – nach Austrocknung des gefluteten Bauwerks – umfangreiche Umbaumaßnahmen des ehemaligen deutschen Nachrichtenbunkers zur geschützten Führungsstelle des Oberkommandos der GSSD, die sich bis in die Mitte der 1960er Jahre hinzogen. Ursprünglich nur gassicher gebaut, sollte der Bunker nunmehr atomaren Waffenwirkungen widerstehen. Unter Beibehaltung des Gesamtgrundrisses wurden z. B. mehrere Schleusen eingebaut und aus den großen Sälen der einstmals dort installierten Fernmeldeanlagen zahlreiche kleinere Arbeitsräume für die Stabsabteilungen des Oberkommandos geschaffen. Das zerstörte Endbauwerk West wurde durch einen provisorischen Zugangsbau ersetzt und damit der Weststollen als Zugang wieder nutzbar. Gleichermaßen wurde der Nordstollen und der Hauptzugang über dem Bunkeranbau wieder hergerichtet. Teile des Bauwerks wurden zur Nachrichtenzentrale Ranet umgebaut und eingerichtet, die im Zuständigkeitsbereich einer sowjetischen Nachrichtenbrigade lag. Die Nachrichtenzentrale Ranet war im Nachrichtensystem der NVA fest integriert. Von ihr wurden alle Verbindungsarten zur Hauptnachrichtenzentrale des Ministeriums für Nationale Verteidigung der DDR betrieben. 
Mit dem Abzug der letzten Truppen vom Territorium der DDR stellte auch Ranet den Betrieb ein. Beginnend im Oktober 1992 wurde die Zentrale demontiert und die Technik in die Sowjetunion zurückverlegt.

## Nutzung nach 1990
1994 zogen die letzten Truppen der GSSD bzw. Westgruppe der Truppen, wie die GSSD ab 1988 genannt worden war, aus Wünsdorf ab. Anschließend begannen, gefördert durch das Land Brandenburg, umfangreiche Sanierungsarbeiten. Ehemalige Kasernengebäude wurden erneuert, umgestaltet und zu modernen Wohneinheiten ausgebaut. Es entstand die Waldstadt mit der nun wieder frei befahrbaren ehemaligen Fernverkehrsstraße 96, danach Bundesstraße 96.
Am 1. September 2009 wurde ein Museum eröffnet. Es will die 49-jährige Geschichte der sowjetischen Truppen in Deutschland den Besuchern nahebringen.

## Bilder

Bunkeranlage Ranet
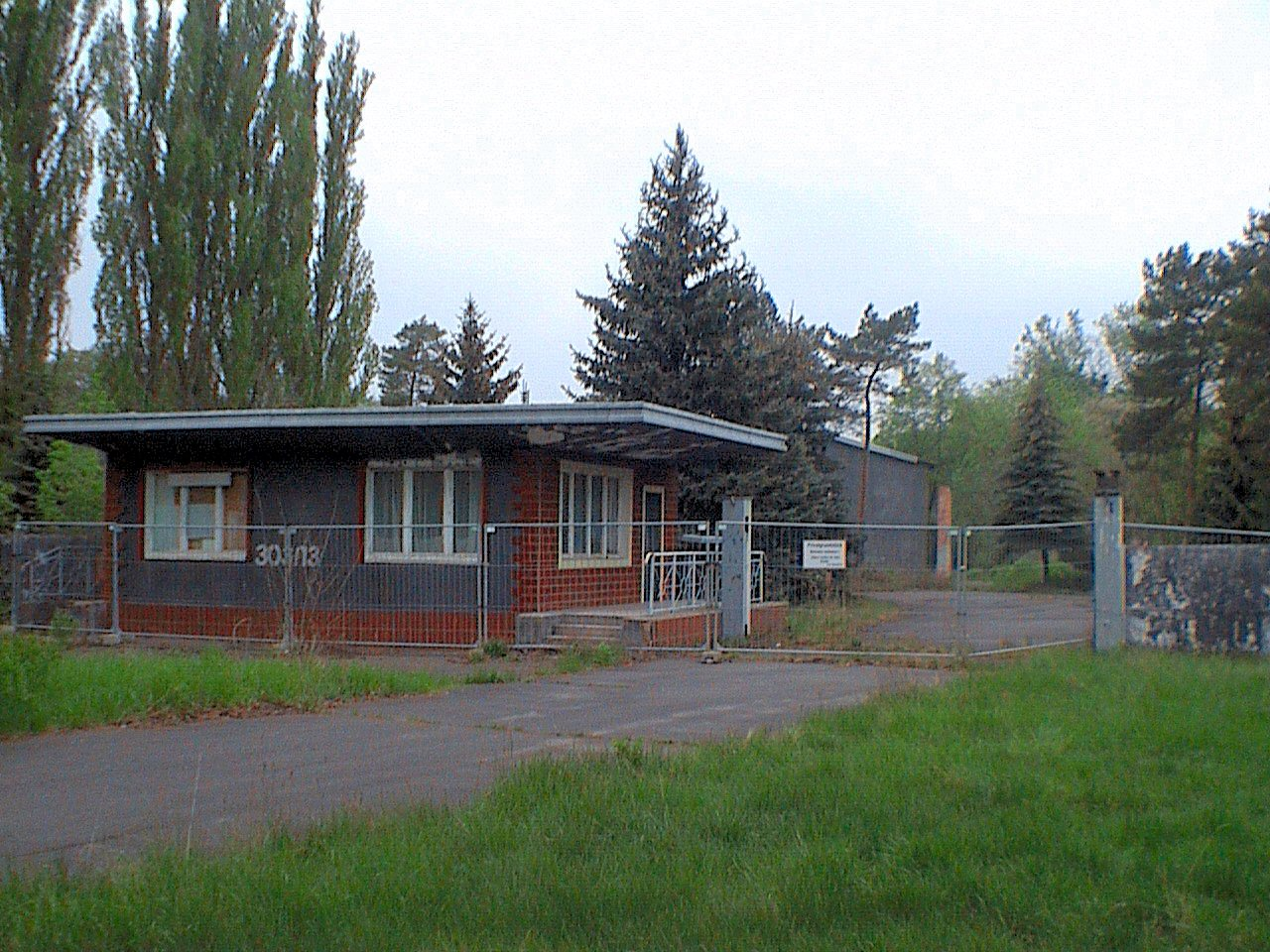
Kontrolldurchlass zum Nachrichtentruppenteil „RANET“
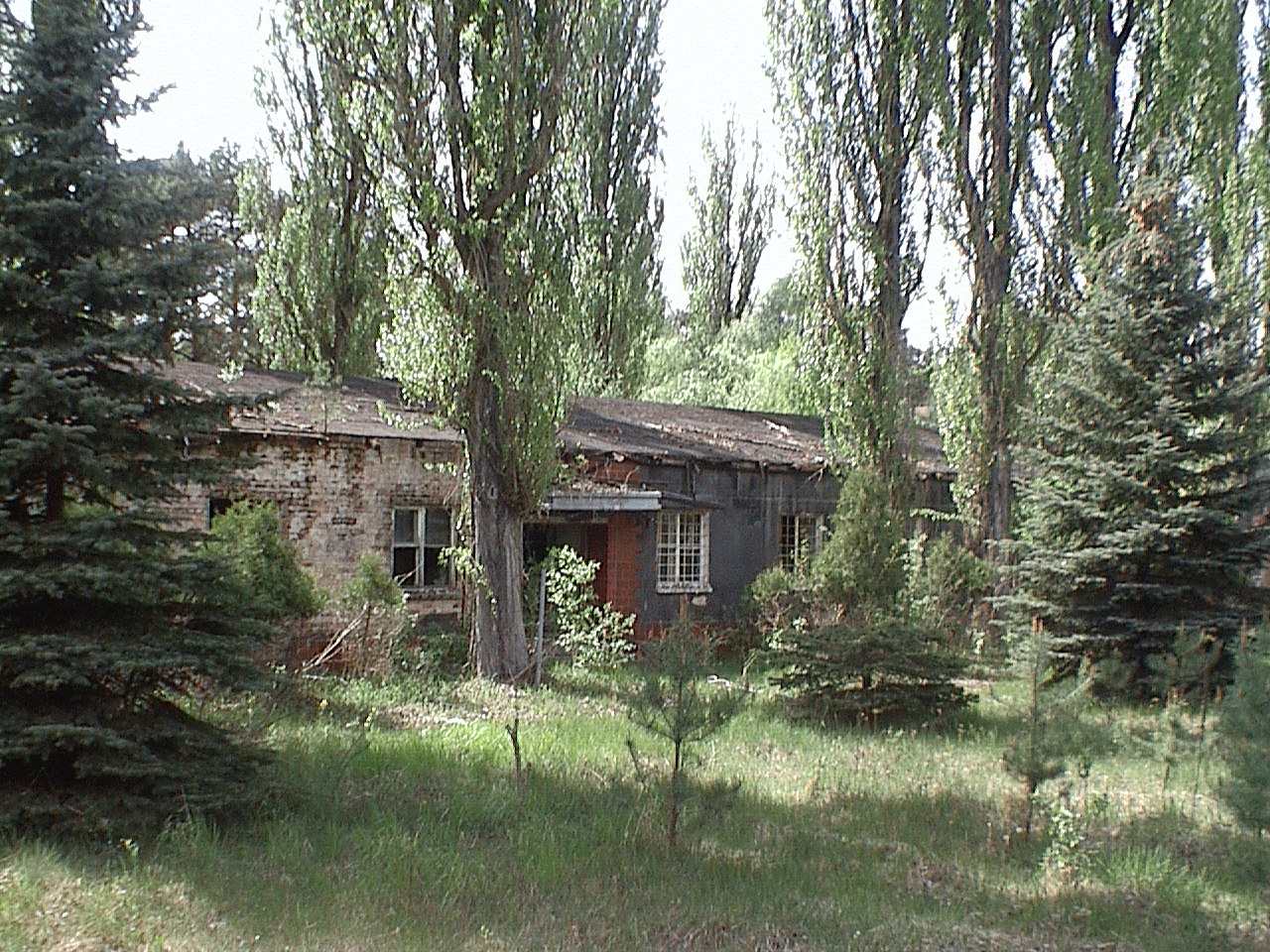
Stabsgebäude des Nachrichtentruppenteils „RANET“
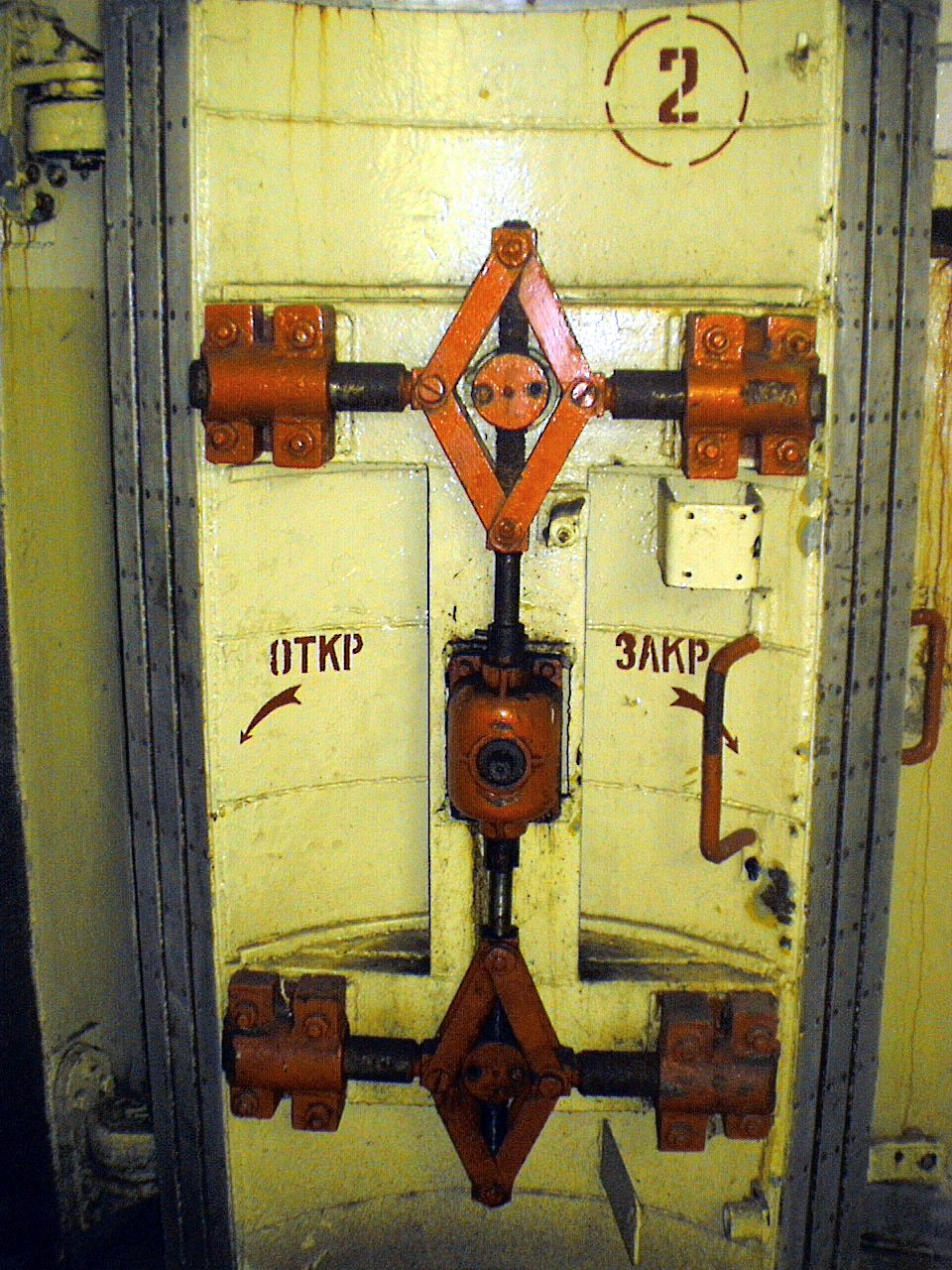
Gas- und Drucktür am Eingang zum Bunker
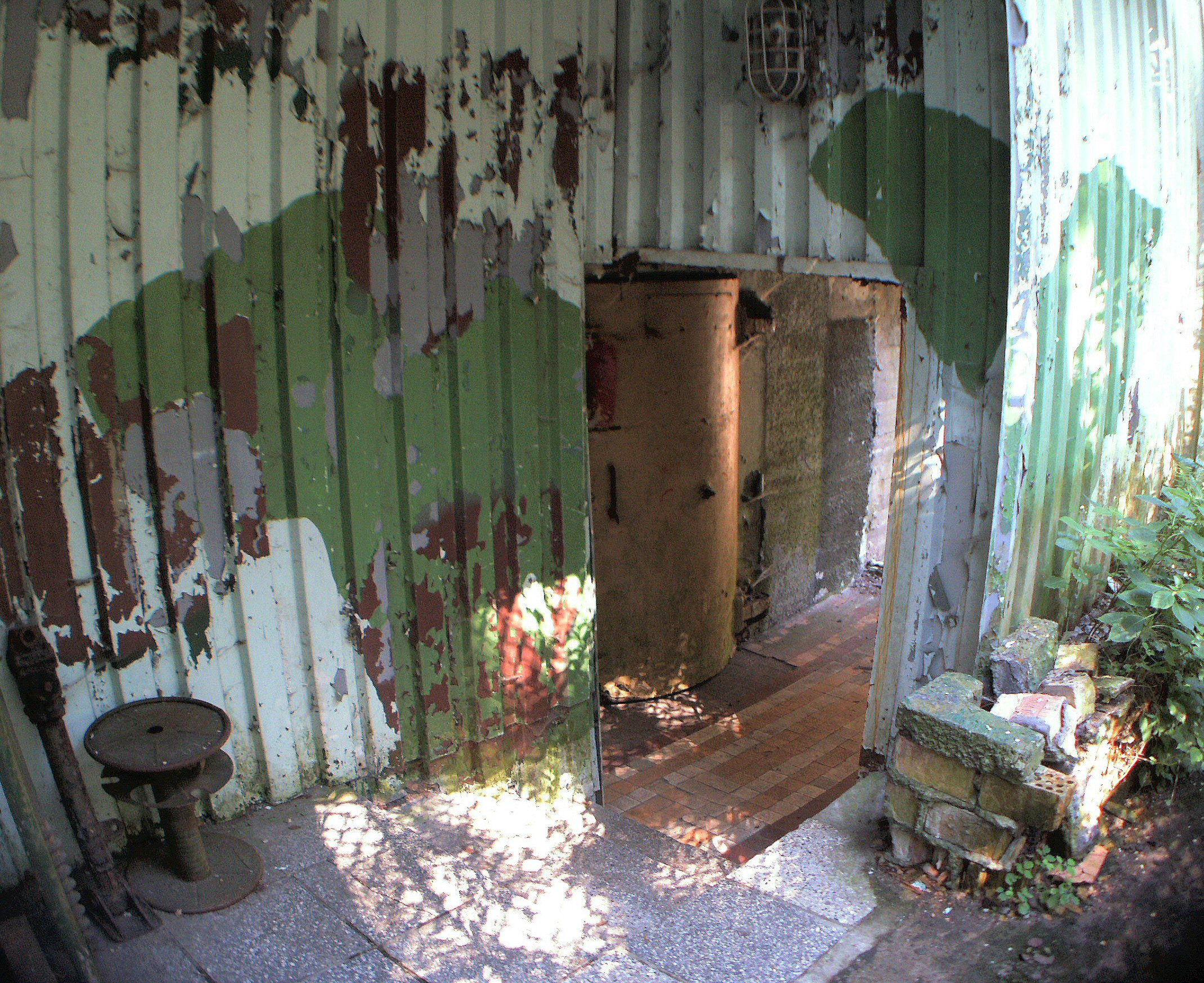
Eingang in den Bunker „RANET“
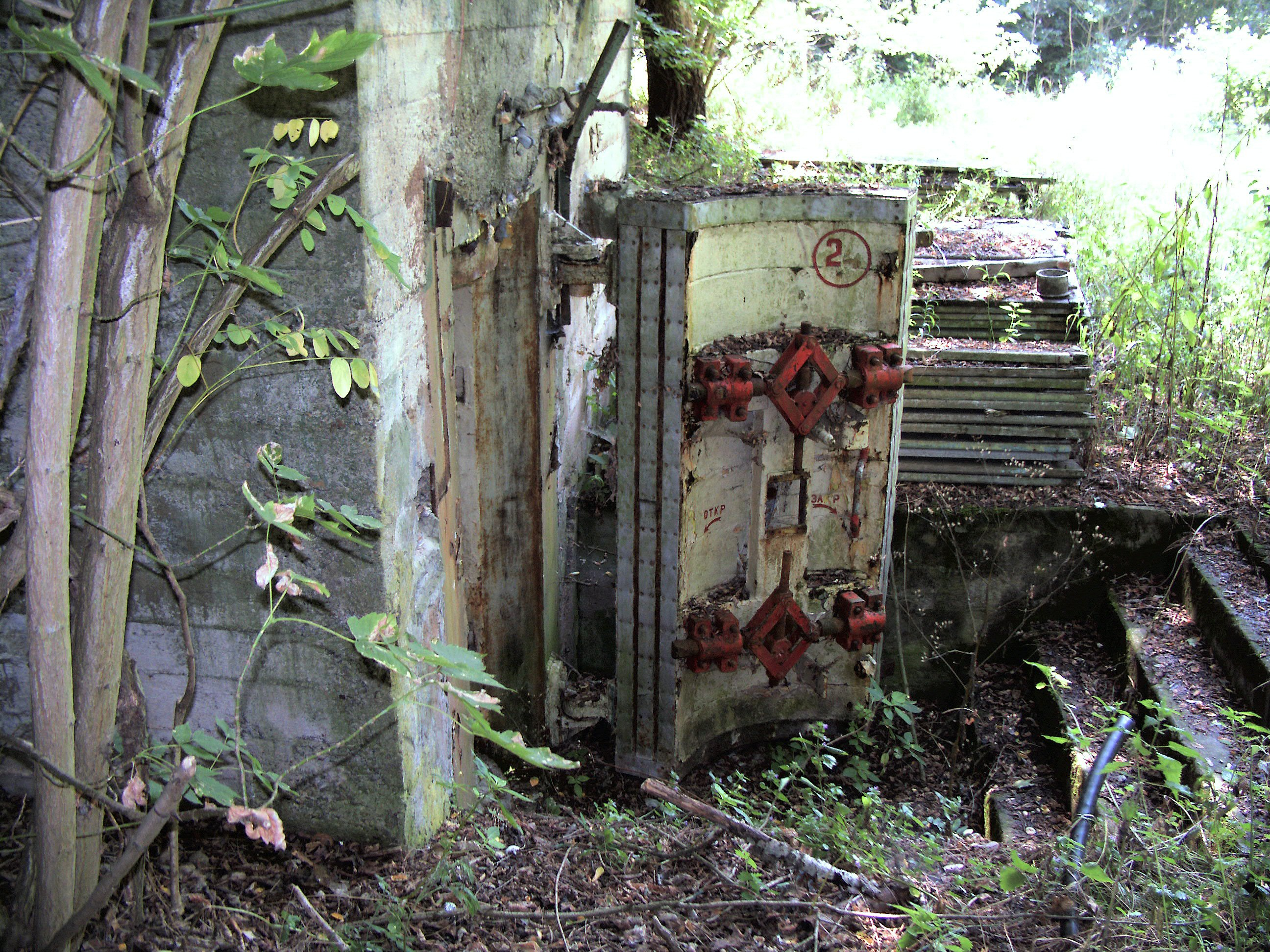
Endbauwerk Nordstollen
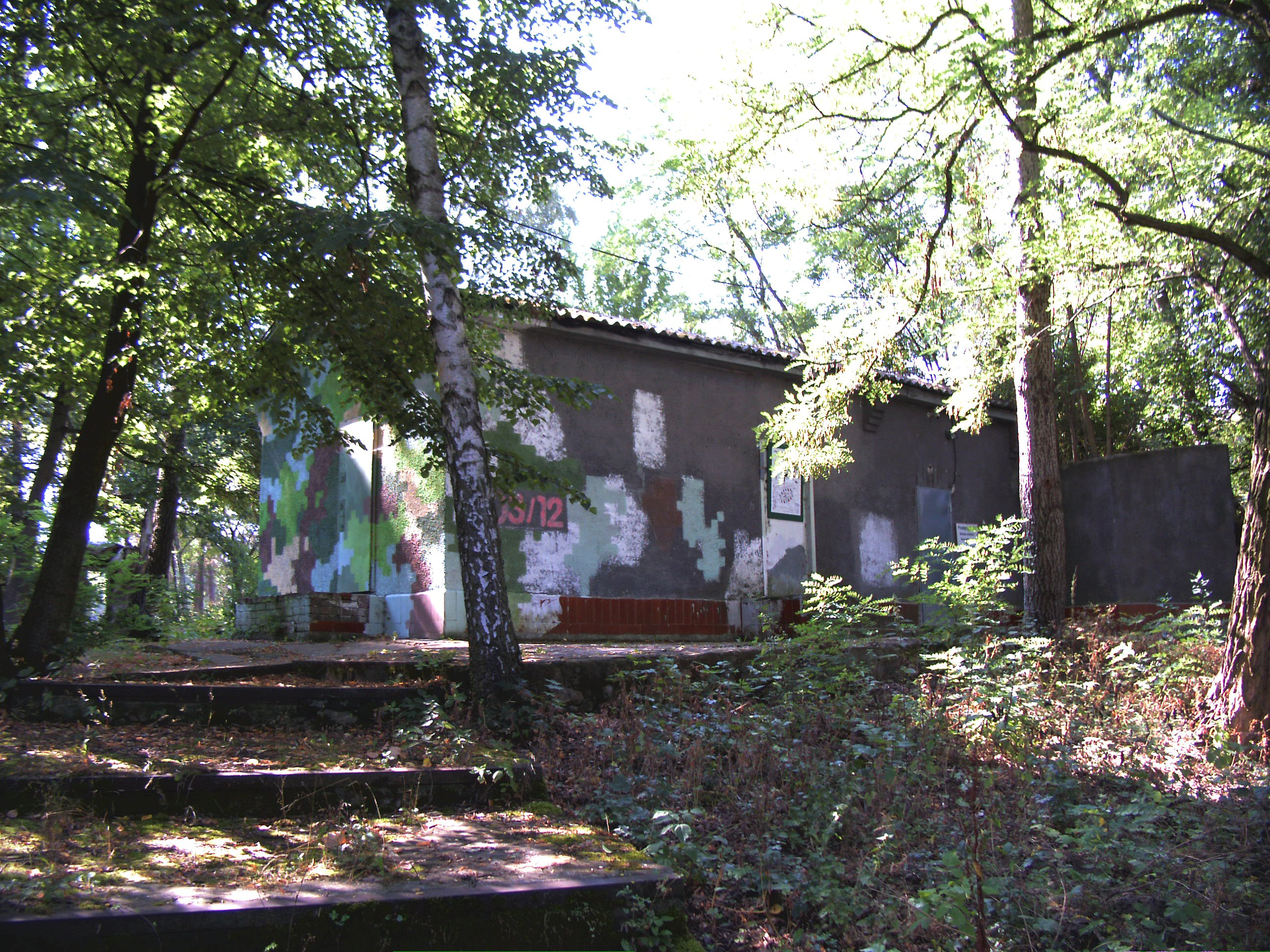
Endbauwerk Weststollen
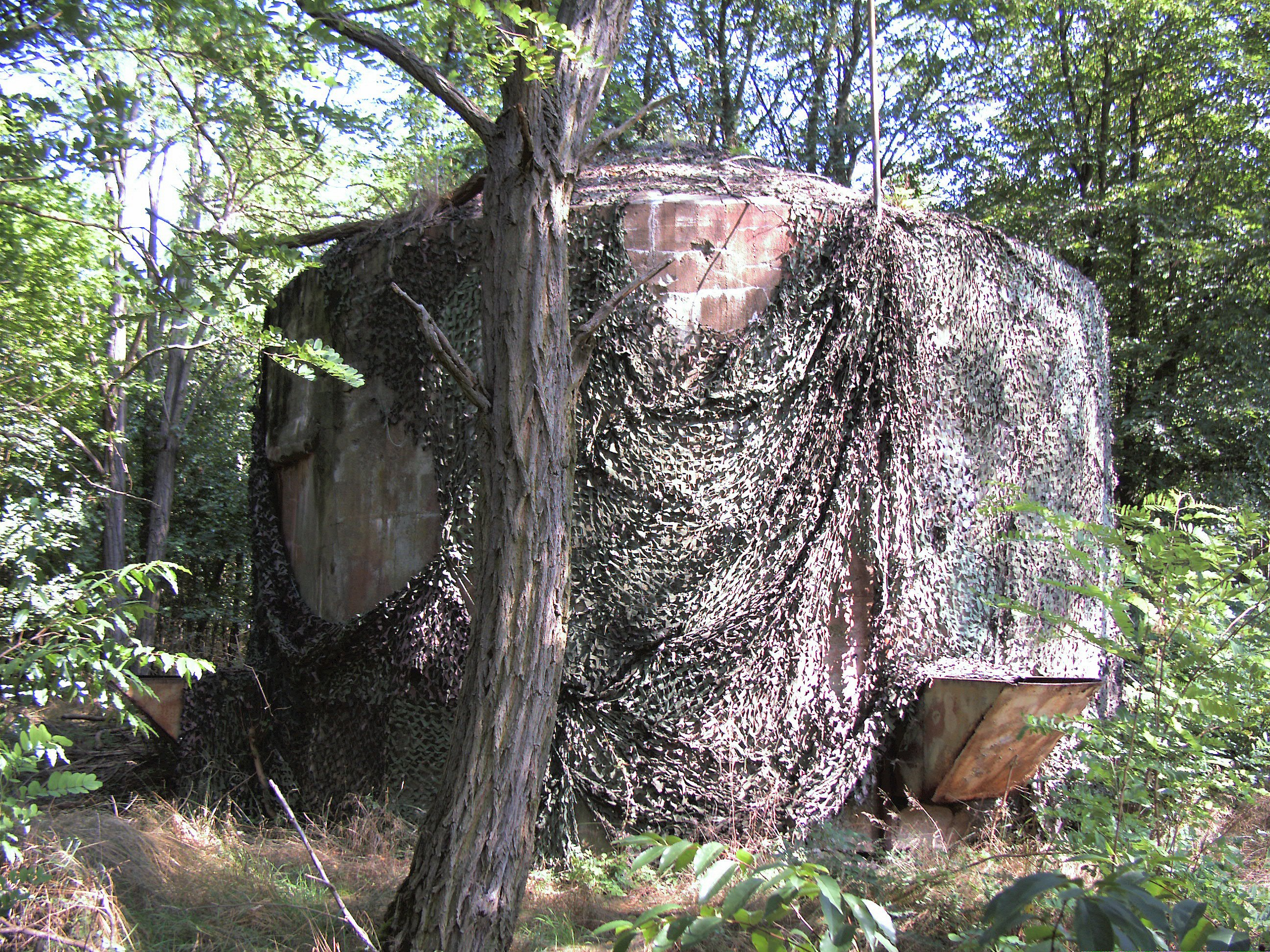
Luftansaugschacht des Bunkers
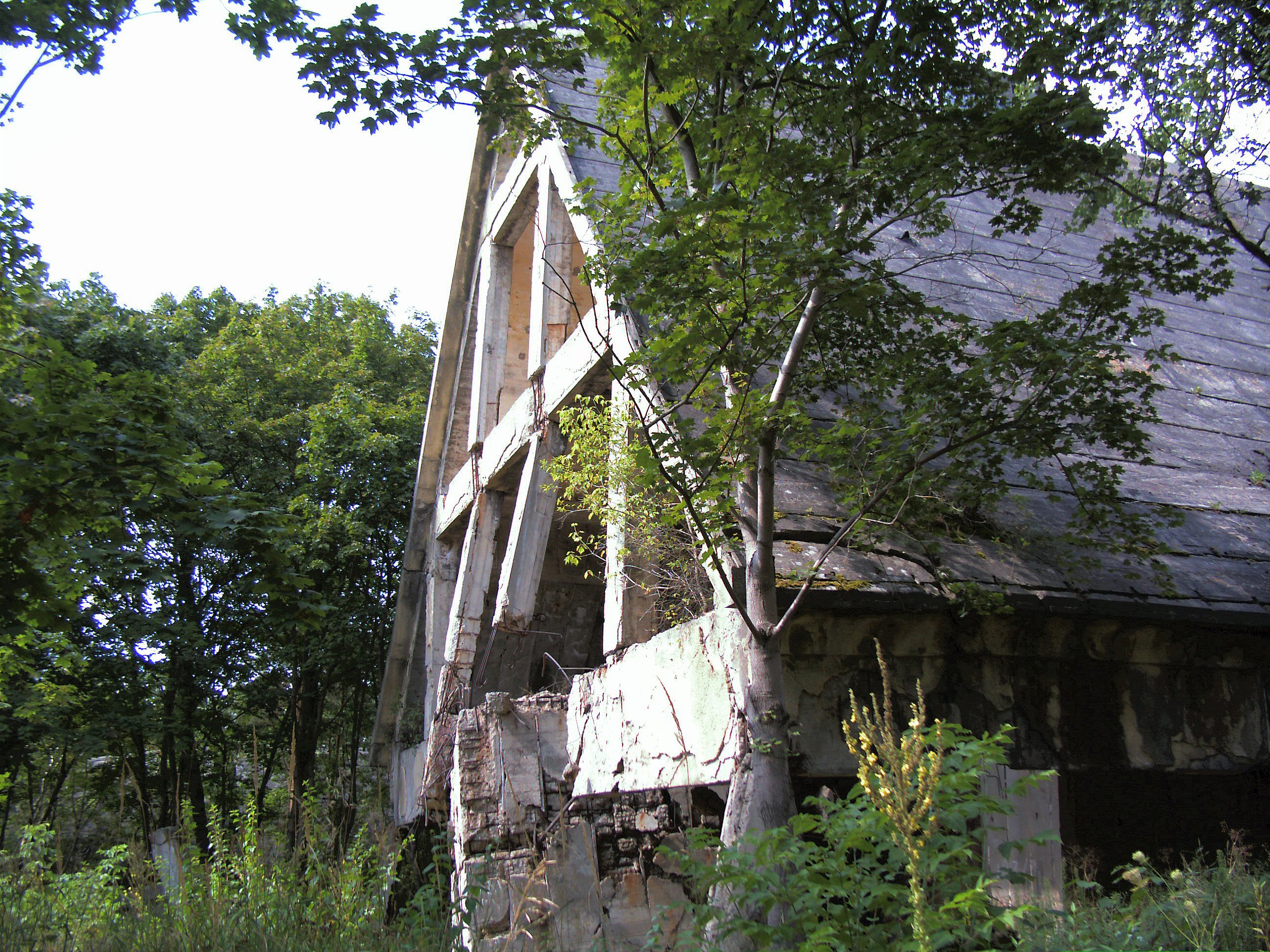
Haus 2 der „Maybachsiedlung 1“